# 마러펠트구

마러펠트 구의 위치

마러펠트구(영어: Magherafelt District, 아일랜드어: Ceantar Mhachaire Fíolta)는 2015년까지 존재했던 북아일랜드의 옛 구였다. 행정 중심지는 마러펠트이며 면적은 573km2, 인구는 44,700명(2010년 기준), 인구 밀도는 78명/km2이다.

## 구 정보
- 행정 중심지: 마러펠트
- 면적: 573km2
- 인구: 44,700명 (2010년 기준)
- 인구 밀도: 78명/km2
- ISO 3166-2 코드: GB-MFT
- ONS 코드: 95H
- 종교 분포: 천주교 64.1%, 개신교 34.8%